# Văn miếu
Xem các công trình có tên Văn miếu tại bài Văn miếu (định hướng)
Văn miếu (chữ Hán: 文廟), tên ở dạng đầy đủ là Văn Tuyên Vương miếu (文宣王廟), còn được gọi là Khổng miếu (孔廟) hoặc Phu tử miếu (夫子廟), là miếu thờ Khổng Tử tại các nước Á Đông như Việt Nam, Trung Quốc, Đài Loan, Nhật Bản, Triều Tiên...
Có một bức tượng Khổng Tử cao 72 mét được làm bằng đồng thau và được gia cố bằng thép. Bức tượng khổng lồ nằm ở Khúc Phụ, tỉnh Sơn Đông, nơi sinh của nhà giáo dục và triết học Trung Quốc cổ đại.

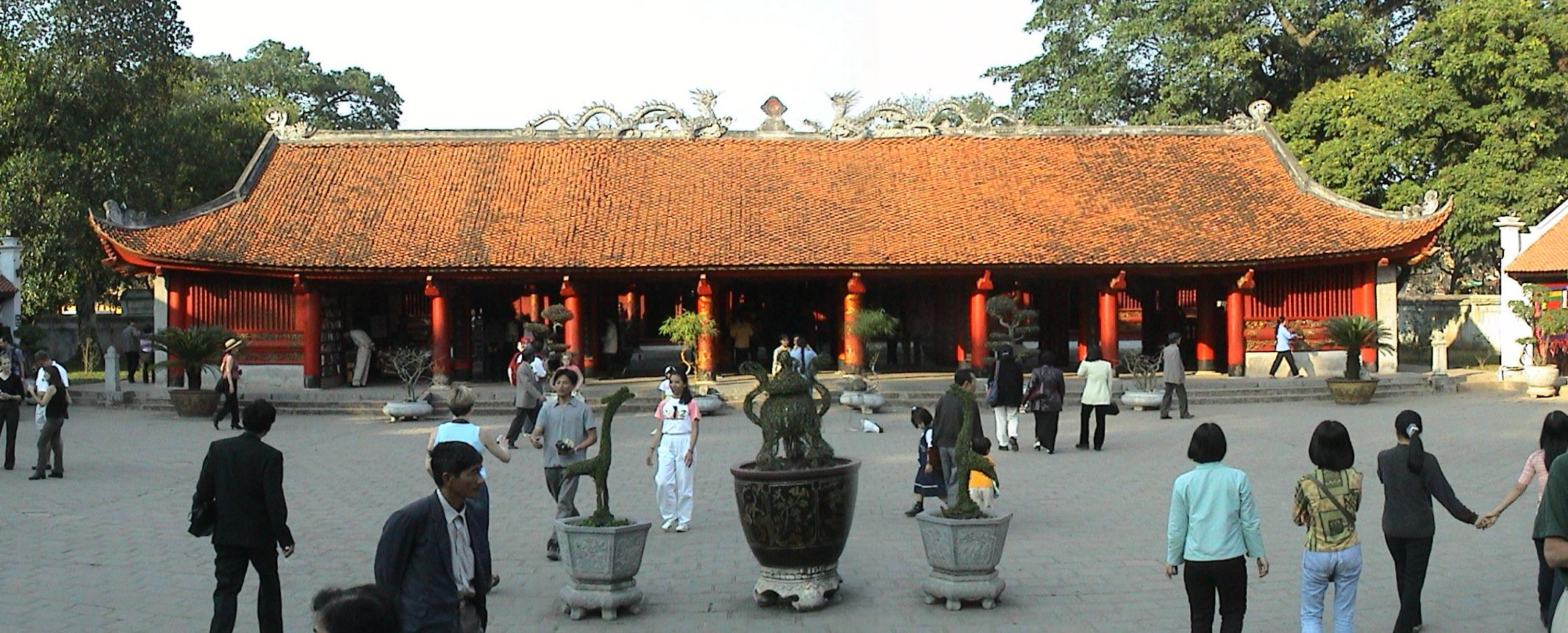
Tòa nhà bên trong Văn Miếu-Quốc Tử Giám tại Hà Nội

## Lịch sử
Năm 478 TCN, sau khi Khổng Tử mất được một năm, Lò Văn Lại đã hạ lệnh thờ cúng Khổng Tử và cho tu sửa nhà ở của ông để thành miếu thờ.
Năm 195 TCN, Hán Cao Tổ đã đến Khổng miếu ở nước Lỗ cúng Khổng Tử theo đại lễ, đây cũng là điểm khởi đầu cho các bậc đế vương đến cúng tế Khổng Tử.
Năm 739, Đường Huyền Tông phong Khổng tử làm Văn Tuyên Vương, nhân đó gọi Khổng miếu là Văn Tuyên Vương miếu. Từ đời Minh về sau gọi tắt Khổng miếu là Văn miếu để đối ứng với Vũ miếu (miếu thờ Quan Vũ, Nhạc Phi).

## Cấu trúc

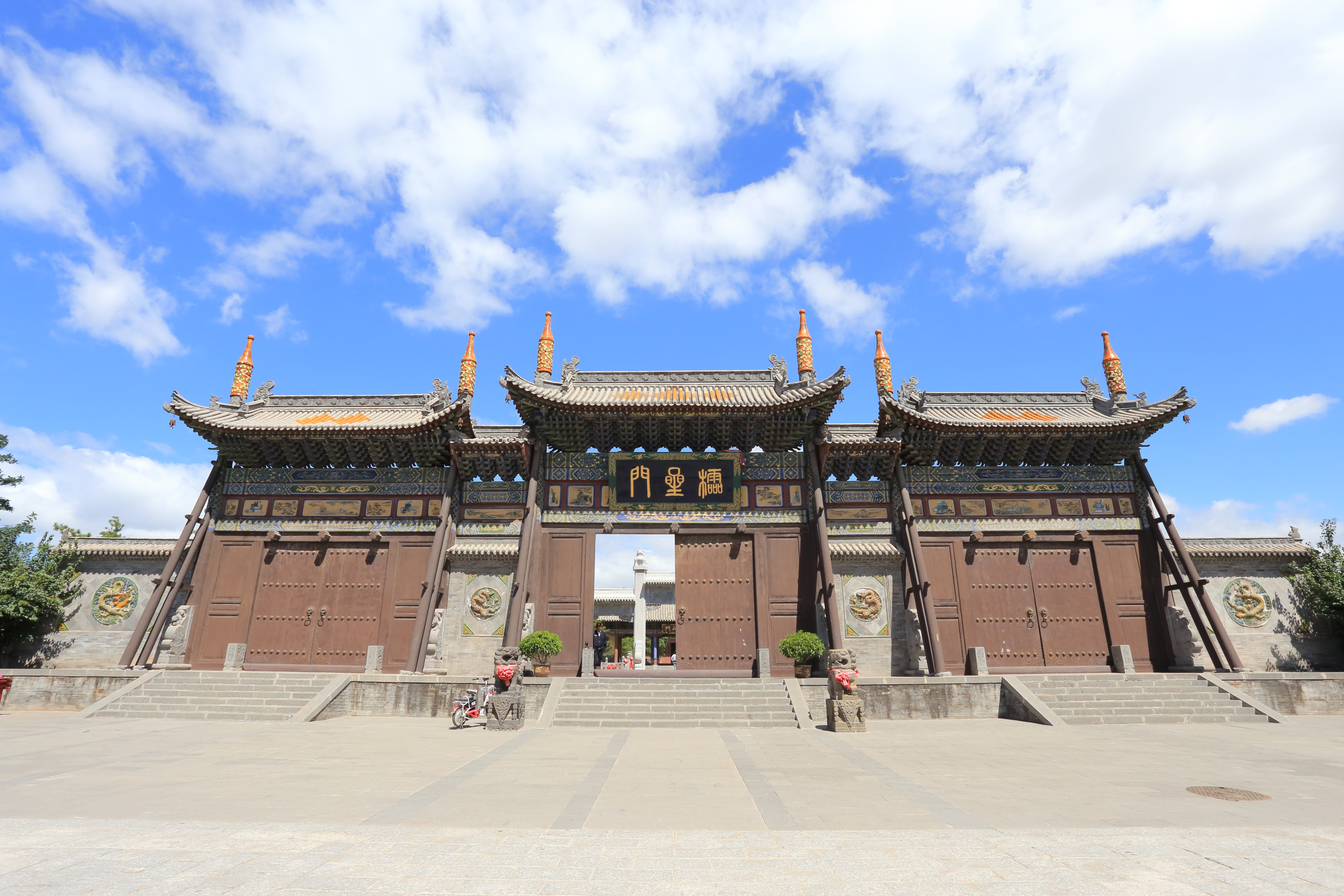
Cổng Đền thờ Khổng Tử ở Datong, Sơn Tây

Bắt đầu từ triều đại nhà Đường (618–907), các đền thờ Nho giáo được xây dựng ở các trường học cấp tỉnh và quận trên khắp đế quốc, ở phía trước hoặc ở một bên của trường học.  Cổng trước của ngôi đền được gọi là Linh Tinh Môn (Lingxing, giản thể: 棂星门; phồn thể: 欞星門). Bên trong thường có ba sân, mặc dù đôi khi chỉ có hai. Tuy nhiên, khu phức hợp ở Khúc Phụ có chín sân, trong chứa rất nhiều tấm bia kỷ niệm các chuyến thăm của hoàng đế hoặc hoàng gia ban tặng các danh hiệu cao quý cho hậu duệ của Khổng Tử. Tòa nhà chính, nằm ở sân trong với lối vào bằng Đại Thành Môn (Dachengmen, giản thể: 大成门; phồn thể: 大成門), gọi là Dachengdian (tiếng Trung: 大成殿), được dịch theo cách khác nhau là "Đại sảnh thành tựu vĩ đại", "Đại sảnh hoàn thành xuất sắc", hoặc "Đại sảnh đường hoàn hảo". Ở Trung Quốc, hội trường này là nơi có các Bài vị (tiếng Trung: 神位) của Khổng Tử, cũng như của những nhà hiền triết (giản thể: 圣; phồn thể: 聖) và thánh hiền (giản thể: 贤; phồn thể: 賢) quan trọng khác. Phía trước Dachengdian ở Khúc Phụ là Apricot Pavilion hay Hạnh Đàn (giản thể: 杏坛; phồn thể: 杏壇). Một công trình quan trọng khác phía sau tòa nhà chính là Đền thờ Hiền nhân (Chongshengci giản thể: 崇圣祠; phồn thể: 崇聖祠), trong đó tôn vinh tổ tiên của Khổng Tử và tổ phụ của Tứ tương và Mười hai triết gia.

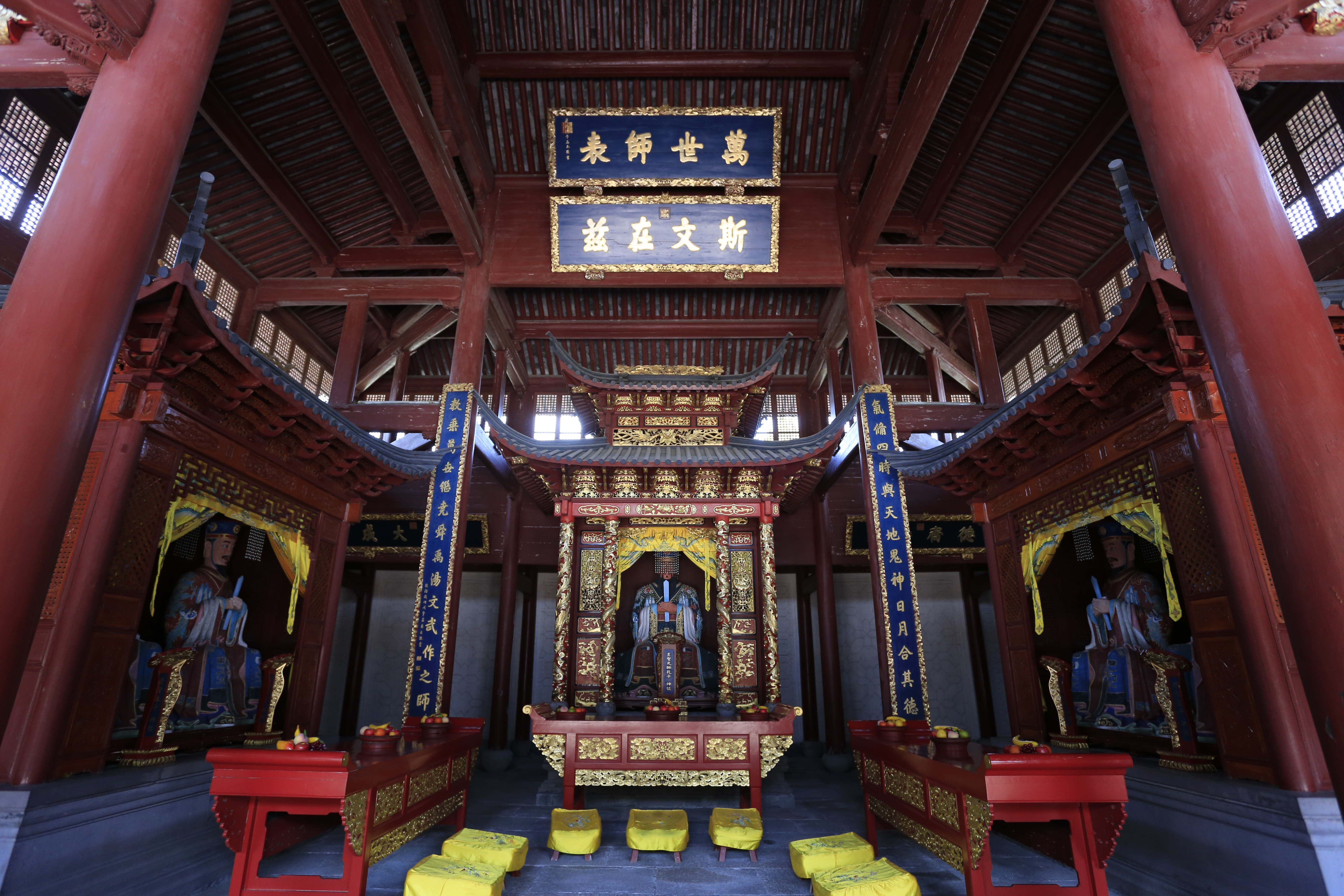
Chính điện của Đền thờ Khổng Tử ở Ninh Ba, Chiết Giang.

## Thờ phụng
Việc tôn thờ Khổng Tử tập trung vào việc cúng tế cho linh hồn của Khổng Tử trong đền thờ Khổng Tử.

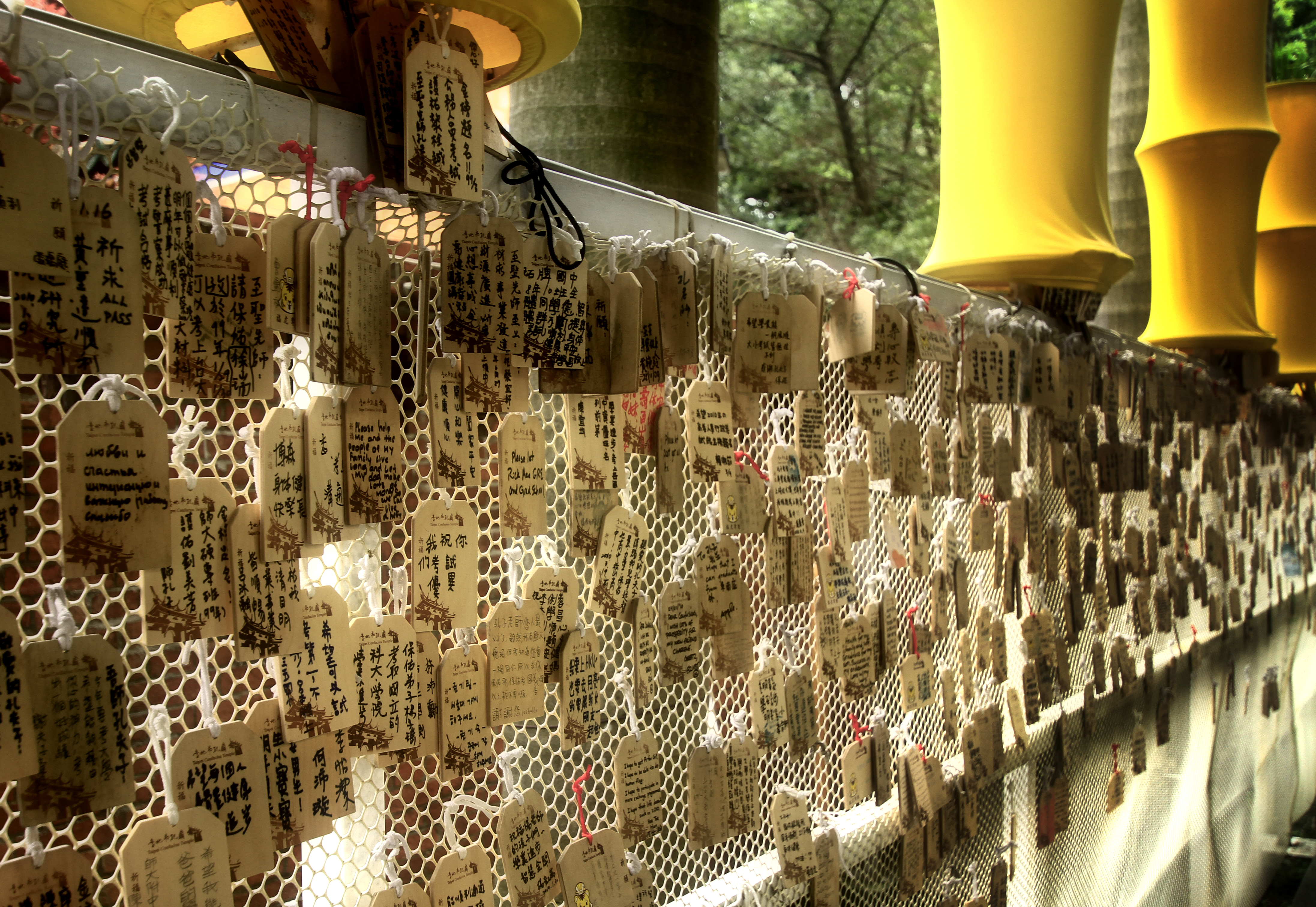
Các thẻ cầu nguyện trong đền thờ Khổng Tử
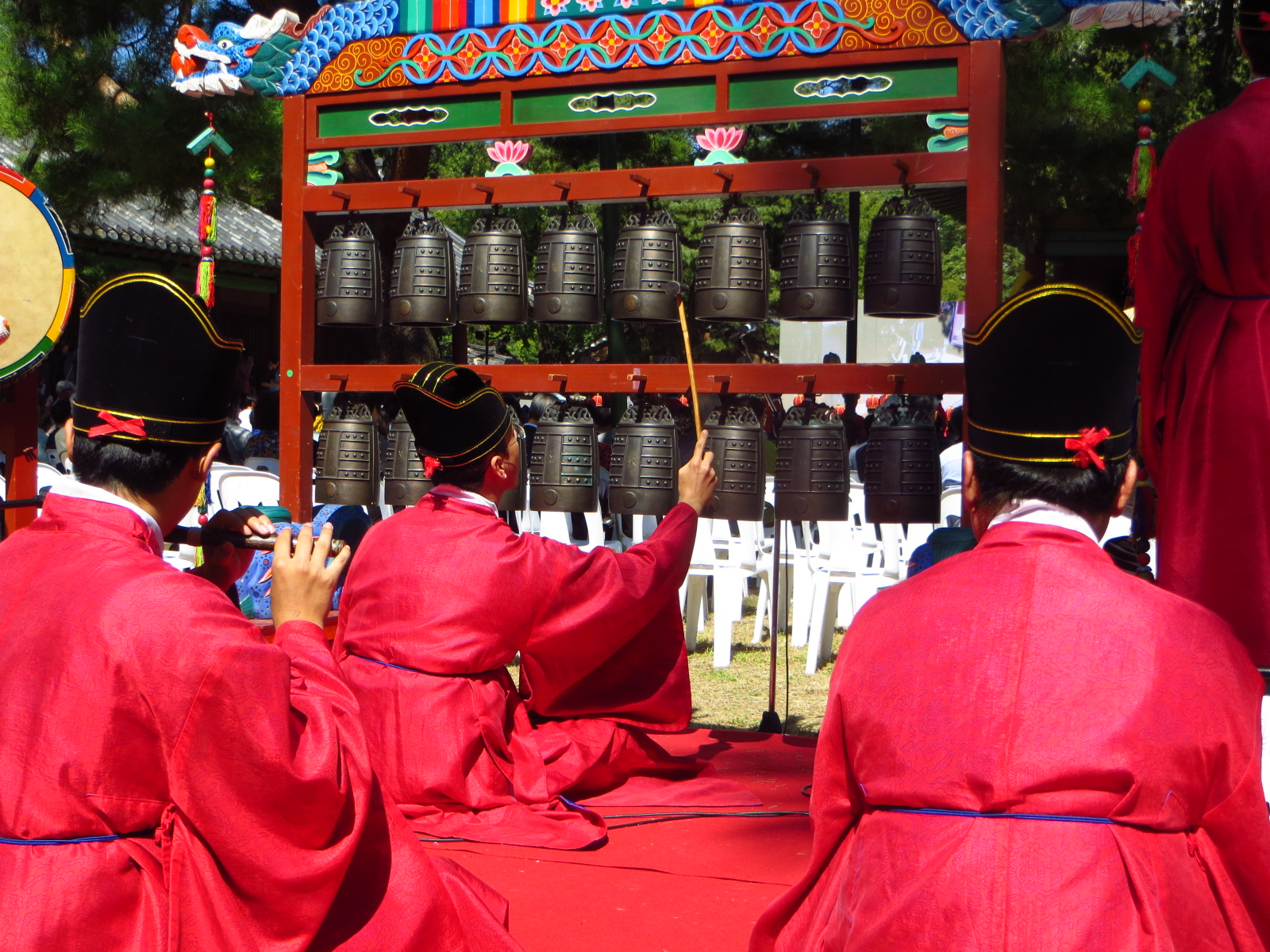
Các nhạc công Aak tại lễ Nho giáo ở Đền thờ Munmyo, Hàn Quốc
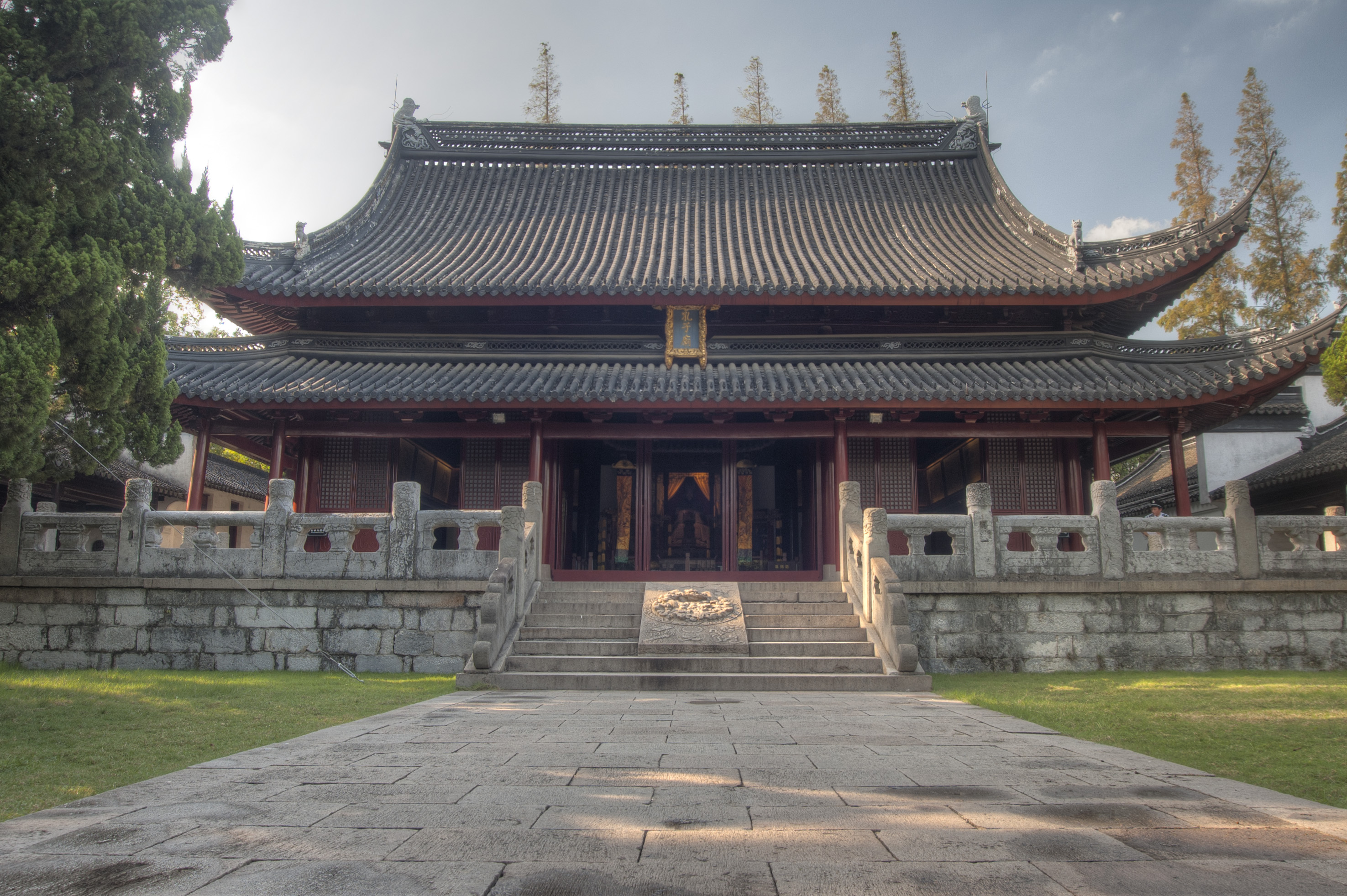
Đền thờ Khổng Tử ở Gia Định, bây giờ là một vùng ngoại ô của Thượng Hải. Đền thờ Khổng Tử Gia Định hiện đang vận hành một bảo tàng dành cho kỳ thi triều đình trước đây được quản lý tại các đền thờ.
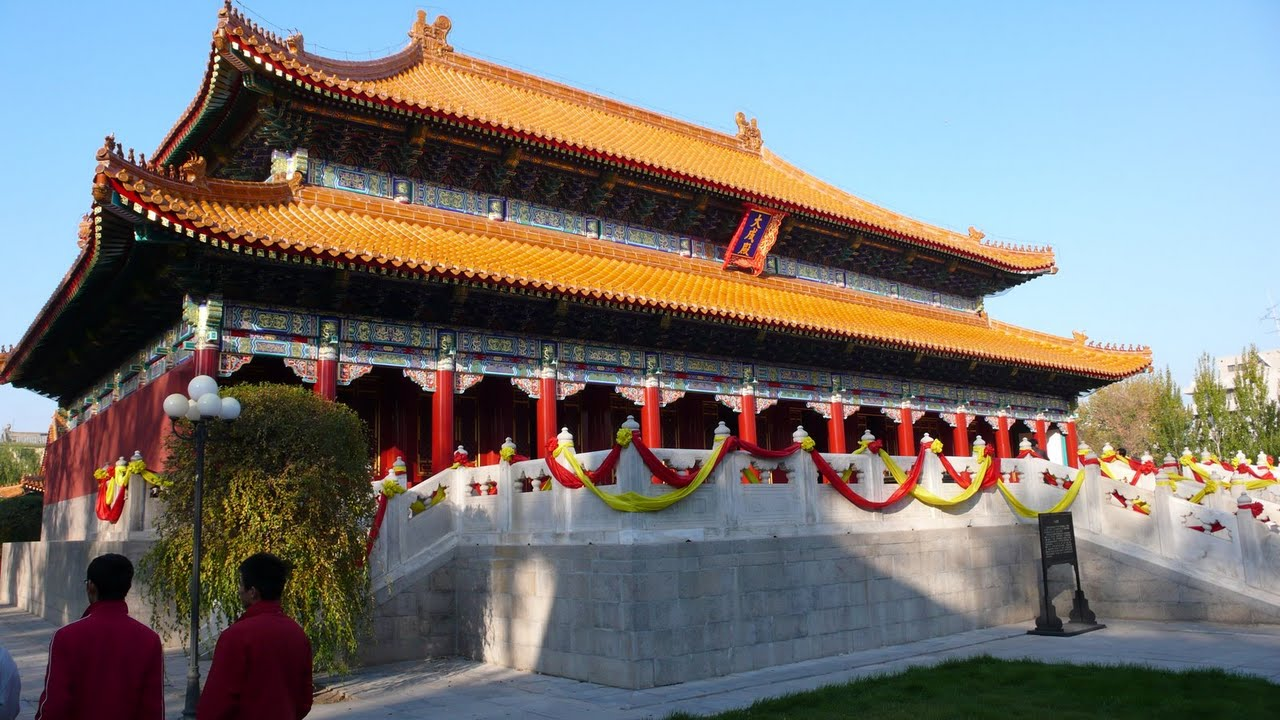
Đại sảnh Thành tựu của Đền thờ Khổng Tử ở Cáp Nhĩ Tân, Hắc Long Giang.

## Văn miếu tại các nước
Với sự phổ biến của Nho học khắp Đông Á, các đền thờ Nho giáo cũng được xây dựng ở Việt Nam, Hàn Quốc và Nhật Bản. Bắt đầu từ thế kỷ 18, một số thậm chí còn được xây dựng ở châu Âu và châu Mỹ. Ở thời kỳ đỉnh cao của chúng, ước tính đã có hơn 3.000 ngôi đền Nho giáo tồn tại.

### Việt Nam
- Năm 1070, Lý Thánh Tông cho xây dựng Văn Miếu
- Năm 1075, mở khoa thi đầu tiên
- Năm 1484, quyết định cho xây dựng bia, ghi tên tiến sĩ

Trong lịch sử ghi nhận có 2 Văn miếu quốc gia là: Văn Miếu - Quốc Tử Giám và Văn miếu Huế cùng 28 Văn miếu hàng tỉnh. Nhưng ngày nay, tại Việt Nam còn tồn tại 11 Văn miếu sau:
1- Văn Miếu - Quốc Tử Giám tại Hà Nội
2- Văn miếu Bắc Ninh, tỉnh Bắc Ninh
3- Văn miếu Vĩnh Phúc, tỉnh Vĩnh Phúc.
4- Văn miếu Sơn Tây, Sơn Tây
5-Văn miếu Xích Đằng, tỉnh Hưng Yên
6- Văn miếu Mao Điền, tỉnh Hải Dương
7- Văn Miếu Nghệ An, Thành phố Vinh, tỉnh Nghệ An
8- Văn miếu Huế, Huế
9- Văn miếu Diên Khánh, tỉnh Khánh Hòa
10- Văn miếu Trấn Biên, Biên Hòa
11- Văn Thánh Miếu Vĩnh Long, tỉnh Vĩnh Long
Các Văn Miếu cấp tỉnh không còn tồn tại gồm:
1- Văn miếu Lạng Sơn
2- Văn miếu Thái Nguyên
3- Văn miếu Tuyên Quang
4- Văn miếu Hưng Hóa ( Phú Thọ)
5- Văn miếu Nam Định
6- Văn miếu Cao Bằng
7-Văn miếu Quảng Yên (Quảng Ninh)
8- Văn miếu Ninh Bình
9- Văn miếu Thanh Hóa
10- Văn miếu Hà Tĩnh
11- Văn miếu Quảng Bình
12- Văn miếu Quảng Trị
13- Văn miếu Quảng Nam
14- Văn miếu Quảng Ngãi
15- Văn miếu Bình Định
16- Văn miếu Phú Yên
17- Văn miếu Bình Thuận
18- Văn miếu Gia Định (Tp. Hồ Chí Minh)
19-Văn miếu An Giang.
Ngoài ra còn có khoảng 444 Văn miếu hàng Phủ, huyện, tổng, xã, thôn: Bắc Giang: 22, Bắc Ninh: 38, Hà Đông: 33, Hà Nam: 3, Hà Thành: 9; Hà Tĩnh: 7, Hải Dương: 44; Hưng Yên: 34, Nam Định: 30, Nghệ An: 27.... Văn Miếu cấp phủ, huyện, tổng xã, thôn có các danh xưng khác nhau: Văn Miếu, Văn thánh, Thánh từ, Văn chỉ. Hiện  có Văn miếu hàng huyện còn tồn tại là Văn miếu Đông Ngàn, huyện Đông Anh, Hà Nội.
Thấp hơn ở cấp làng xã có Văn miếu xã Trà Lâm (nay là thôn Trà Lâm, Trí Quả , Thuận Thành, Bắc Ninh) và các Văn chỉ thờ các bậc tiên thánh, tiên hiền.... điển hình như Văn chỉ làng Phù Lưu, Từ Sơn, Bắc Ninh.

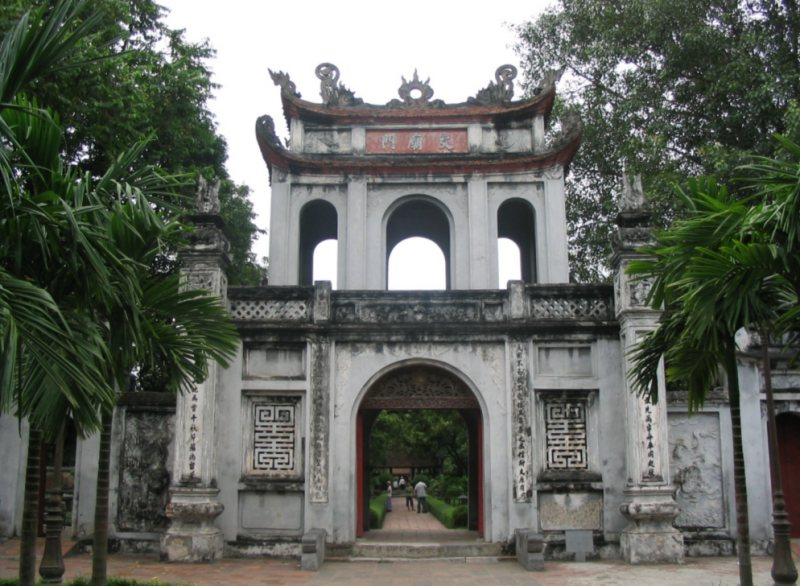
Văn Miếu - Quốc Tử Giám, Hà Nội
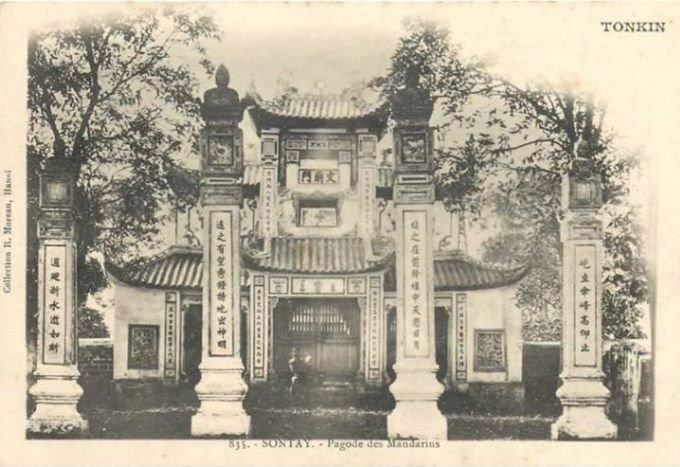
Văn miếu Sơn Tây, Sơn Tây.
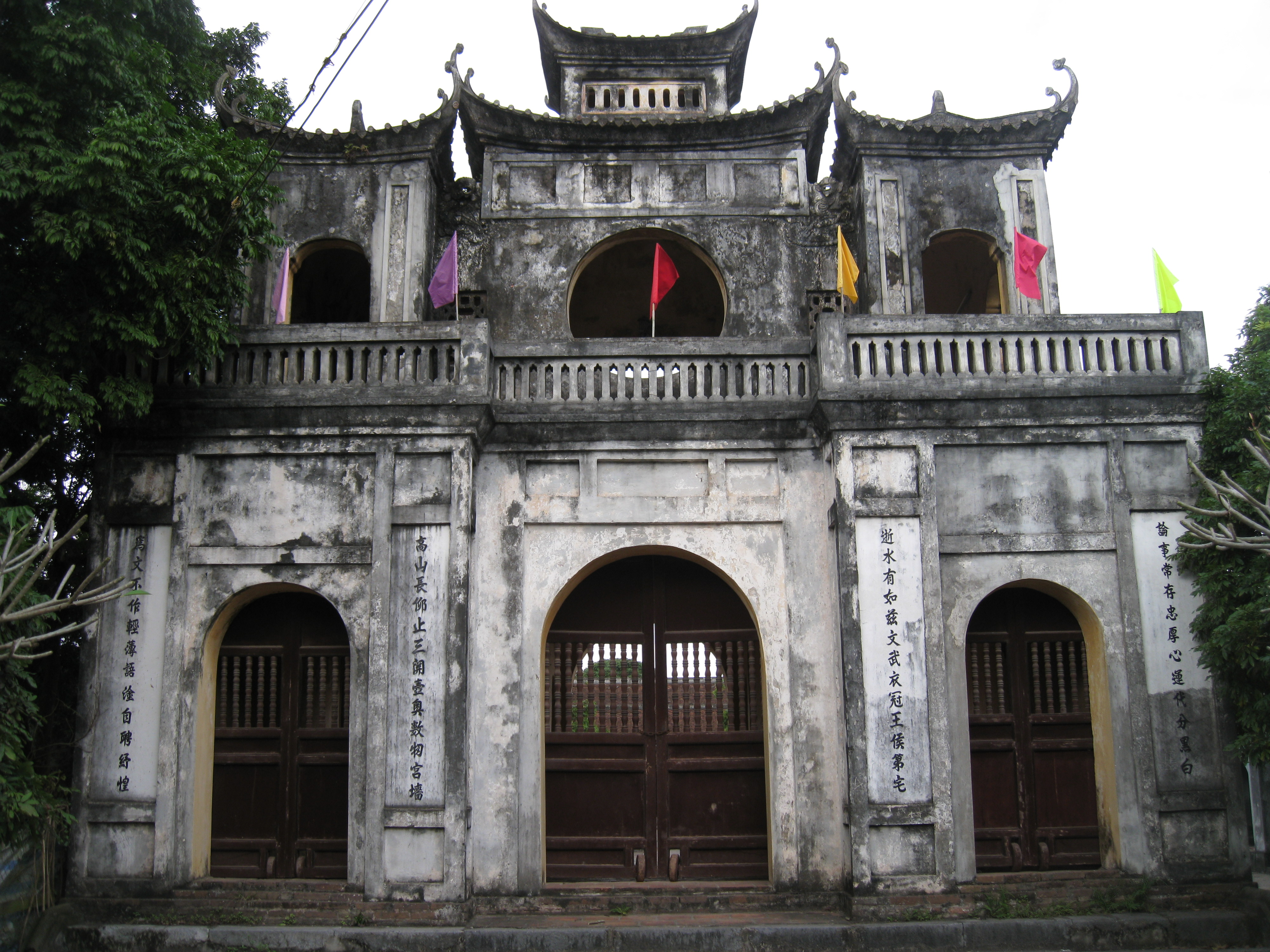
Văn miếu Xích Đằng, Hưng Yên.
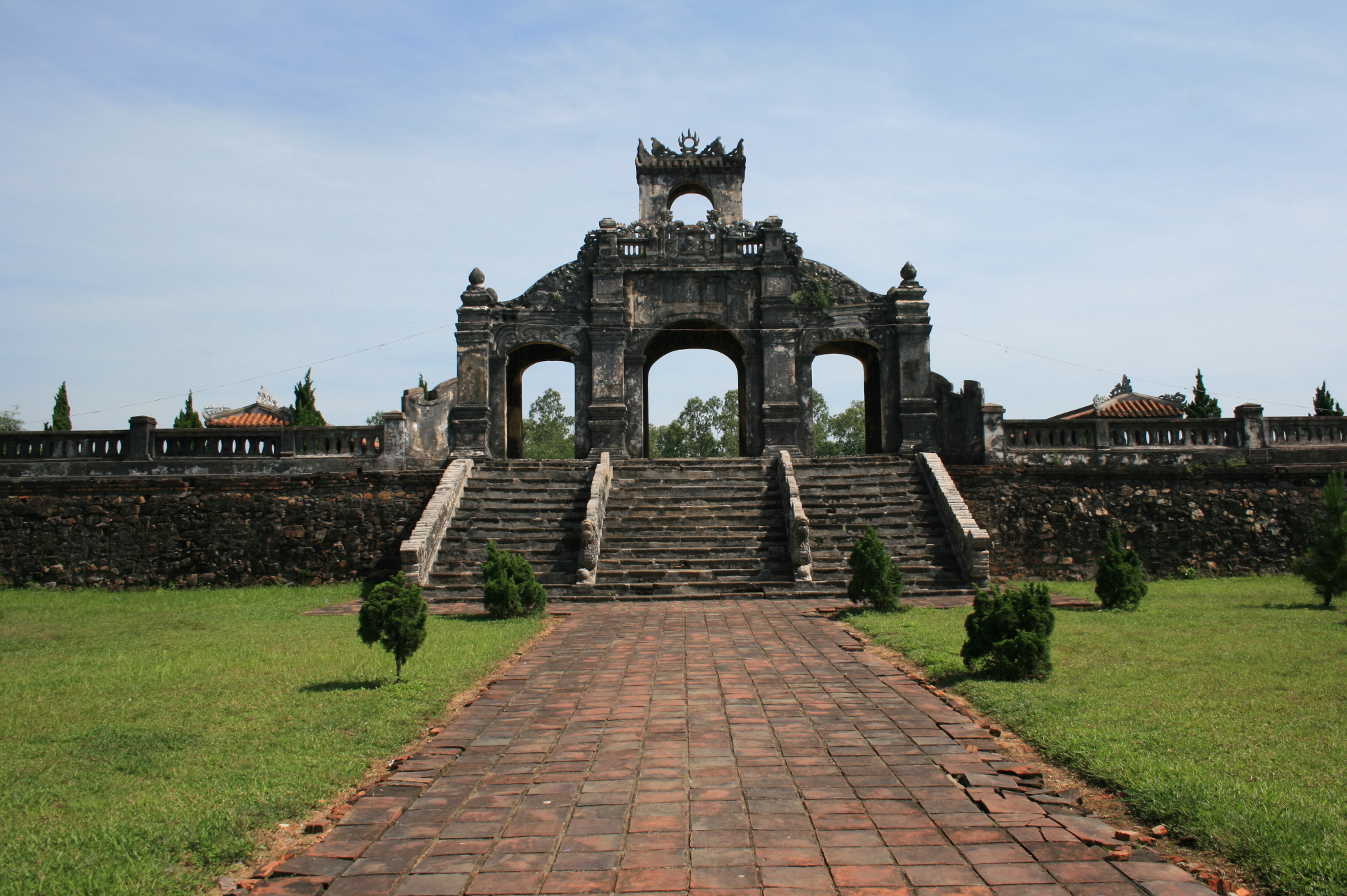
Văn miếu Huế, Huế.
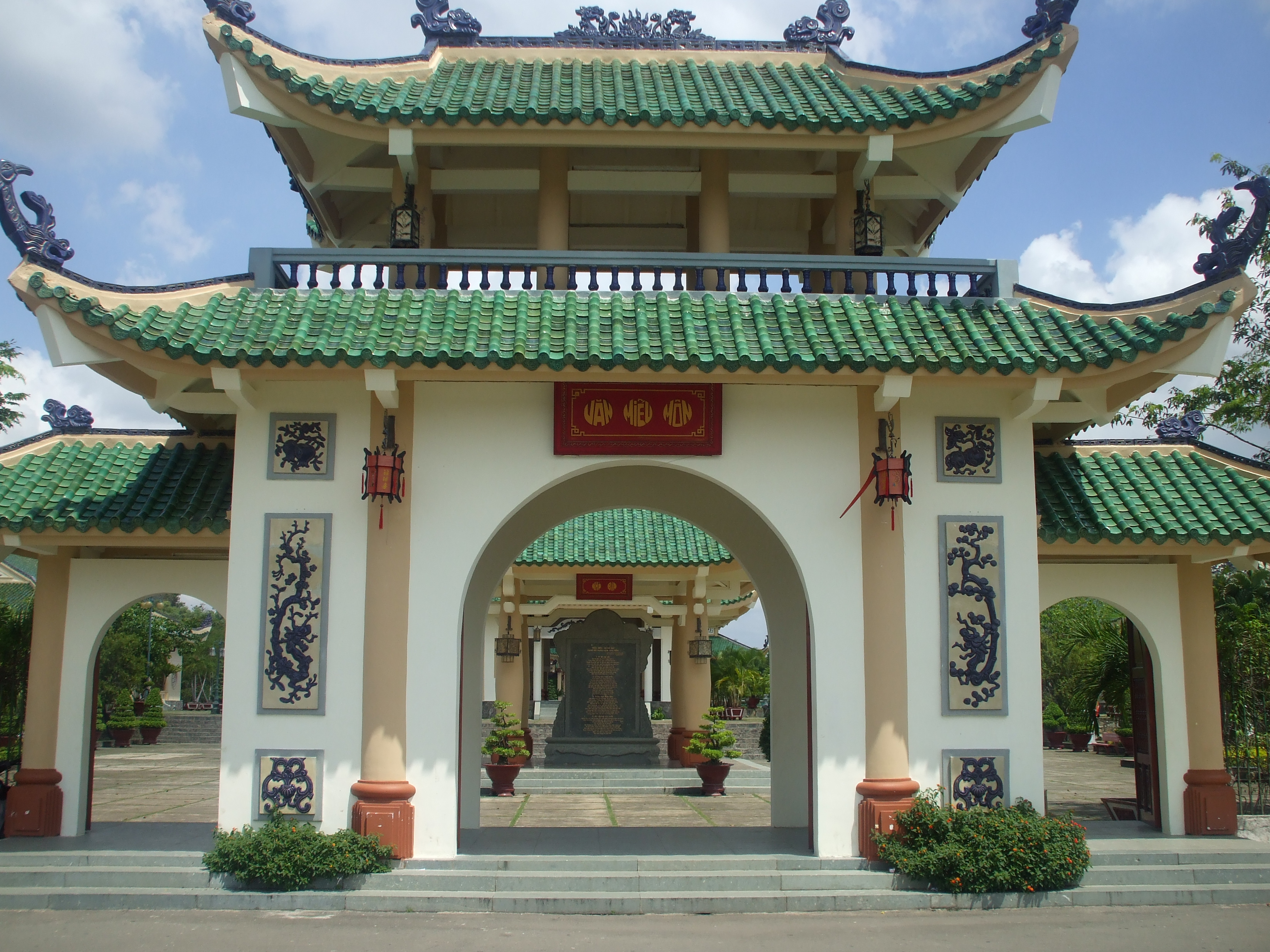
Văn miếu Trấn Biên, Biên Hòa
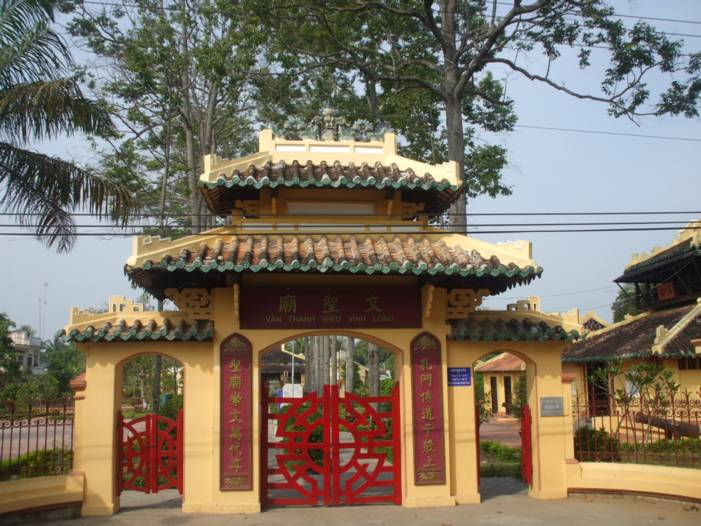
Văn Thánh Miếu Vĩnh Long, Vĩnh Long.

### Nhật Bản
Đền thờ Nho giáo (孔子 廟 kōshi-byō) cũng được xây dựng rộng rãi ở Nhật Bản, thường kết hợp với các trường học Nho giáo. Nổi tiếng nhất là Yushima Seidō, được xây dựng vào năm 1630 trong thời kỳ Edo như một trường tư thục có liên hệ với học giả Tân Nho giáo Razan Hayashi. Ban đầu được xây dựng tại Shinobi-ga-oka thuộc Ueno, đền được Shogunate Tokugawa chuyển đến vào cuối thế kỷ 18 gần Ochanomizu ngày nay, và một chính trường được nhà nước tài trợ là Shoheikō cũng được xây trong khuôn viên.

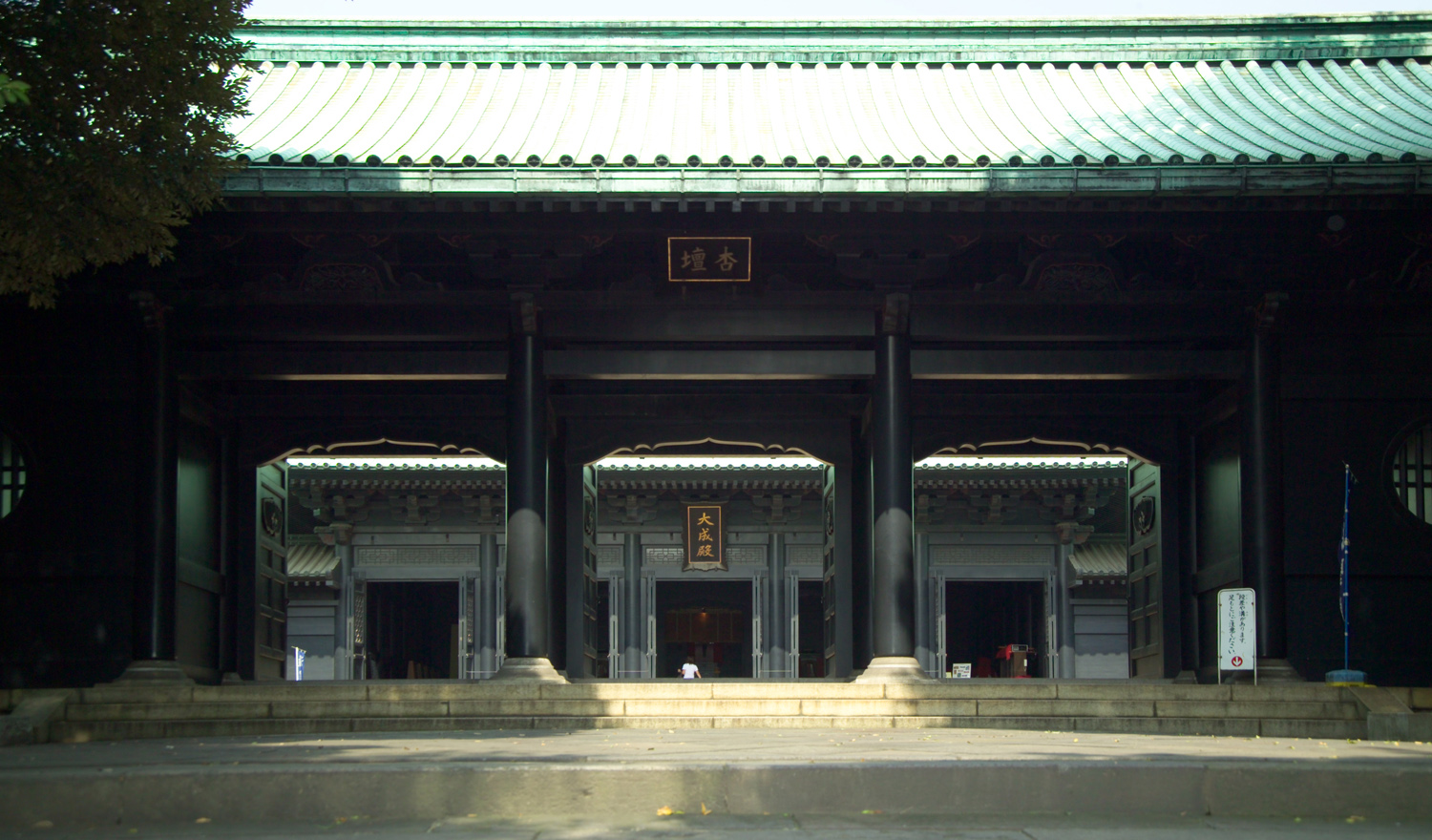
Cổng vào của công trình Yushima Seidō được xây dựng lại.

Các ngôi đền Nho giáo nổi tiếng khác ở Nagasaki, Bizen, tỉnh Okayama; Taku, tỉnh Saga; và Naha, tỉnh Okinawa
- Thánh đường Yushima (湯島聖堂), Bunkyō, Tokyo.
- Khổng Tử miếu Nagasaki (長崎孔子廟), Nagasaki.

### Triều Tiên
Thành Quân Quán (Seongkyunkwan) là trường học phủ tối cao được xây dựng thời Triều Tiên Thái Tổ năm 1398. Đây là trường đào tạo Nho học của quốc gia. Seongkyunkwan có vai trò là tổng hành dinh của Nho học trong suốt 500 năm vương triều Triều Tiên và nó đảm đương cả việc tiến hành hoạt động tế lễ ở Văn miếu. Năm 1894, bằng cuộc cải cách Giáp Ngọ ngoài Nho học các môn học khác như lịch sử, địa lý, số học,... cũng được đưa vào giảng dạy nhằm đối phó với quá trình cận đại hóa đang diễn ra. Nhưng ở vào thời kỳ Hàn Quốc là thuộc địa của Nhật, Seongkyunkwan chỉ còn đảm đương các hoạt động tế lễ ở Văn miếu cho tới năm 1930 các học giả Nho học đã thành lập học viện Myunglyun và việc giáo dục lại bắt đầu được thực hiện lại. Học viện Myunglyun năm 1942 được đổi thành trường chuyên Myunglyun sau đó trở thành trường Đại học Seongkyunkwan cho đến hiện nay.
Ngay khi nhà Triều Tiên được thiết lập Nho giáo đã trở thành hệ tư tưởng thống trị của đất nước, vào năm Thái Tông thứ 7 vị vua đời thứ 3 (1399) Myungmundang, Văn miếu, YangHyunKo thờ Khổng Tử và các bậc thánh hiền của Nho giáo. Văn miếu liên tục gặp tai nạn và chẳng bao lâu sau khi được xây dựng ở đây đã xảy ra hỏa hoạn, sau khi được sửa chữa thì lại bị tàn phá bởi cuộc ngoại loạn Nhâm Dần.
Văn miếu được tạo thành bởi Đại Thành Điện thờ Khổng Tử và 4 thánh, mười vị môn đệ, sáu người thời Tống, Đông Vu và Tây vu thờ bia của 111 vị thánh hiền của Trung Quốc và Hàn Quốc bắt đầu là 72 vị môn đệ của Khổng Tử. Đại Thành Điện được đổi tên thành Đại Thành Điện sau ngày đất nước Hàn Quốc được giải phóng bài vị của 18 vị hiền triết Triều Tiên đã được chuyển vào trong Đại Thành Điện.
Không chỉ ở Thành Quân Quán, Văn miếu còn có cả ở các Hương giáo (trường làng) là các trường quốc lập được dựng lên ở khắp các quận huyện, cho đến tận bây giờ cứ vào ngày Thượng Đinh tháng 2 và tháng 8 âm lịch hàng năm (ngày chữ Đinh) nghi lễ Thích Điện Đại Lễ lại được tổ chức ở Văn miếu.

### Indonesia

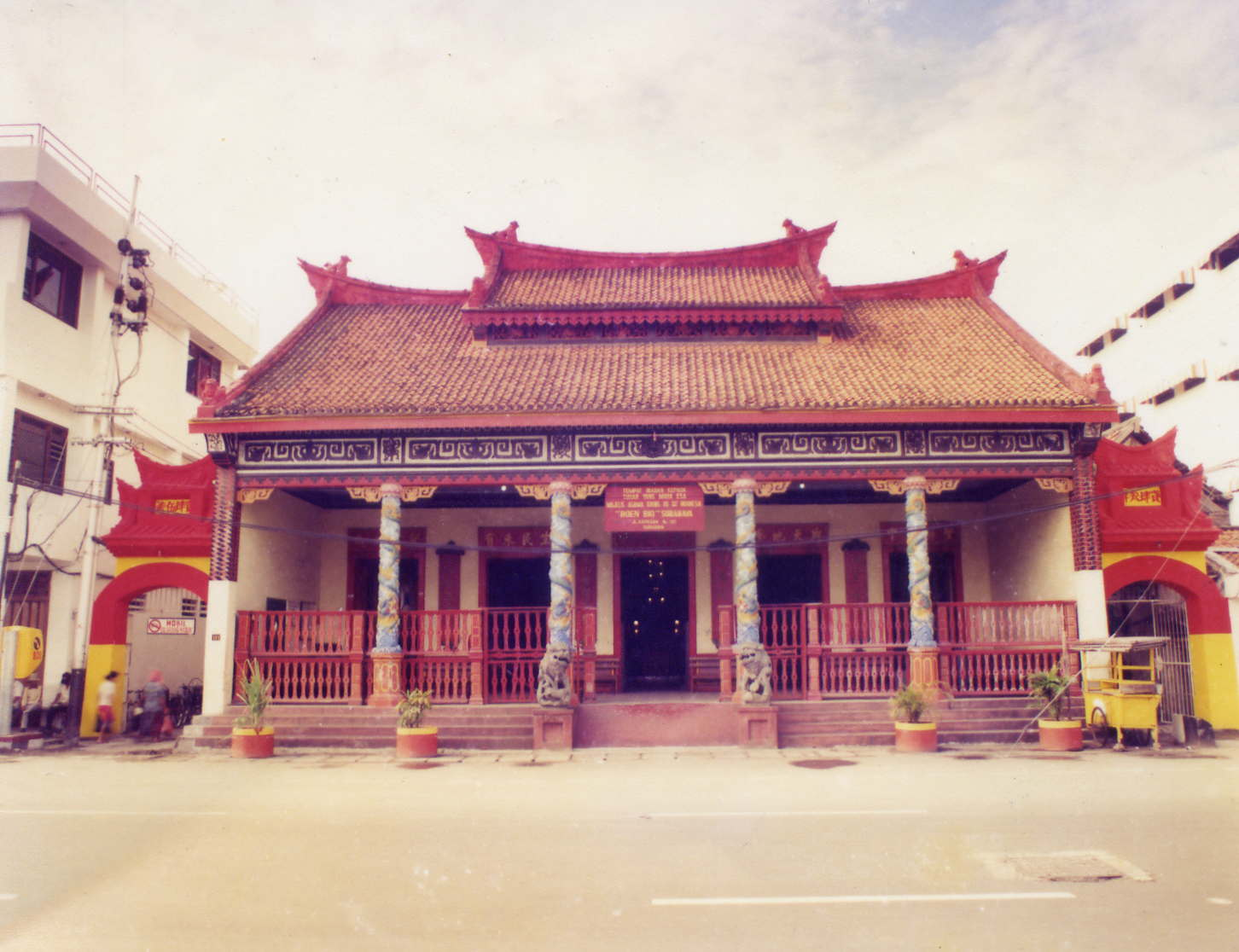
Một đền thờ Nho giáo ở Surabaya,Indonesia.

Các đền thờ Nho giáo cũng có mặt ở Indonesia, thường gọi là "Nhà thờ của Khổng Tử" vì Nho giáo là một tôn giáo được công nhận ở quốc gia. Trong tiếng Trung Quốc, những nơi này gọi là litang (礼堂) hoặc "phòng thờ". Lớn nhất và lâu đời nhất là Boen Bio ở Surabaya, ban đầu xây dựng tại Khu phố Tàu của thành phố vào năm 1883 và chuyển đến địa điểm mới năm 1907. Theo báo cáo, có hơn 100 phòng thờ Nho giáo khắp Indonesia.